# Camp Asaka
Il Camp Asaka (朝霞駐屯地?, Asaka chūtonchi) è una base militare delle Rikujō Jieitai giapponesi. La base copre un'area di 909 701 m² divisa tra le città di Asaka, Wakō e Niiza, nella prefettura di Saitama, e il quartiere Nerima di Tokyo.

## Storia
Tra il 1932 e il 1940 il terreno su cui oggi sorge la base fu la sede di un campo da golf (朝霞コース?, Asaka kōsu). Nel 1940 il terreno venne acquistato dal Ministero della guerra e il campo da golf si trasferì a Sayama; l'anno successivo, nel 1941, l'esercito imperiale giapponese aprì una scuola militare per ufficiali (陸軍予科士官学校?, Rikugun yoka shikan gakkō). Dopo la fine della seconda guerra mondiale nel 1945 e la sconfitta del Giappone la base fu utilizzata dalla United States Army, con il nome South Camp Drake, ospitando parte della 1st Cavalry Division. Nel 1960 la base è passata sotto il controllo delle forze di autodifesa del Giappone, portando all'apertura dell'attuale Camp Asaka il 15 marzo.

## Poligono di tiro
La base ospita il poligono di tiro di Asaka (朝霞射撃場?, Asaka shageki-ba). Nel 1964, dal 15 al 20 ottobre, il poligono fu la sede delle gare di tiro con pistola e carabina dei Giochi della XVIII Olimpiade. Dopo uno slittamento di un anno a causa della pandemia di COVID-19, dal 24 luglio al 2 agosto 2021 il poligono ha ospitato le gare di tiro dei Giochi della XXXII Olimpiade, e dal 30 agosto al 5 settembre hanno invece avuto luogo le competizioni di tiro dei XVI Giochi paralimpici estivi. Per l'occasione sono state realizzate delle strutture temporanee in grado di ospitare fino a 3 200 spettatori.